# حقبة

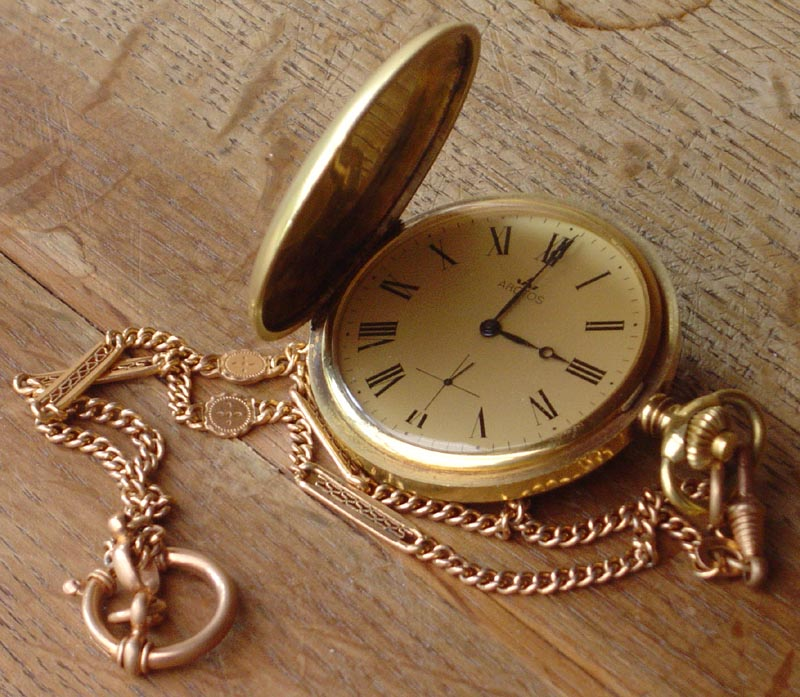

الحُقبة (بالإنجليزية: Epoch) -لأغراض التسلسل الزمني والتحقيب- هي لحظة زمنية يتم اختيارها كأصل لعصر تقويم معين. تعمل «الحقبة» كنقطة مرجعية يُقاس من خلالها الوقت.
عادة ما يتم تحديد لحظة العصر من خلال التطابق أو باتباع الأعراف المفهومة من الحقبة المعنية. عادة ما يتم تحديد لحظة العصر أو تاريخه من حدث تغيير محدد وواضح، حدث حقبة. في تغيير أكثر تدريجيًا يتم اختيار لحظة حاسمة عند الوصول إلى معيار العصر.

## عصور التقويم

### عصور ملكية
يقوم النظام الياباني الرسمي بأرقام السنوات منذ انضمام الإمبراطور اليابان الحالي، فيما يتعلق بالسنة التقويمية التي حدث خلالها الانضمام كالعام الأول. كان هناك نظام مشابه موجود في الصين قبل عام 1912 حيث كان يعتمد على سنة انضمام الإمبراطور (كانت عام 1911 هي السنة الثالثة من فترة يوني). مع تأسيس جمهورية الصين في عام 1912 بدأ العصر الجمهوري. لا يزال من الشائع جدًا في تايوان حتى تاريخ الأحداث عبر العصر الجمهوري. تبنت جمهورية الصين الشعبية تقويم العصر المشترك في عام 1949 (السنة الثامنة والثلاثون للجمهورية الصينية).

### عصور ما قبل الحداثة
- الأولمبياد العصر اليوناني القديم لفترات أربع سنوات بين الألعاب الأولمبية ابتداءًا من عام 776 قبل الميلاد.
- تقويم بداية روما (753 قبل الميلاد) استخدم في فترة الإمبراطورية الرومانية.
- يمثل عصر بعدالميلاد أو «الحقبة العامة» الذي لا يزال قيد الاستخدام مع التقويمات الميلادية والتقويم اليولياني اليوم سرتجسد كما حسبه ديونيسيوس الصغير في القرن السادس.[2]
- تقويم عبري (سنوات منذ إنشاء العالم) كما هو مستخدم في التقويم البيزنطي (5509 قبل الميلاد).
- تقويم عبري (سنوات منذ إنشاء العالم) كما هو مستخدم في التقويم العبري (3761 قبل الميلاد).[3][4]
- يحسب التقويم الهجري «السنوات القمرية» بواسطة Anno Hegiræ (في عام الهجرة) أو العصر الهجري (622 م). يتحول عدد السنة بالنسبة للسنة الشمسية حيث أن التقويم القمري. التقويم الإيراني الرسمي (المستخدم في أفغانستان وكذلك إيران) يعود أيضًا إلى الهجرة ولكن نظرًا لأنه تقويم شمسي فإن ترقيمه السنوي لا يتطابق مع التقويم الديني.
- قد يشير مصطلح التقويم الهندي إلى عدد من التقويمات الهندية التقليدية. من الأمثلة البارزة على الحقبة الهندوسية عصر فيكرام سامفات (58 قبل الميلاد) [5] استخدم أيضًا في العصر الحديث كـ «تقويم وطني» لنيبال وبنغلاديش.
- تميل التقويمات البوذية إلى استخدام حقبة 544 قبل الميلاد (تاريخ بارينيرفانا بوذا).

### عصور حديثة
- يرجع تاريخ التقويم البهائي إلى الاعتدال الربيعي للسنة التي أعلن فيها علي محمد رضا الشيرازي دينه (1844 م). يتم تجميع السنوات في Váḥids البالغ عددها 19 عامًا، وKull-i-Shay من 361 (19 × 19) عامًا.[6]
- في تايلاند في عام 1888 أصدر الملك راما الخامس مرسومًا بشأن العهد التايلاندي الوطني منذ تأسيس بانكوك في 6 أبريل 1782. في عام 1912 تم تحويل يوم رأس السنة الجديدة إلى 1 أبريل. في عام 1941 قرر رئيس الوزراء يلايك بيبولسونجكرام عد السنوات منذ 543 قبل الميلاد. هذا هو التقويم الشمسي التايلاندي باستخدام العصر البوذي التايلاندي. باستثناء هذه الحقبة فهو التقويم الغريغوري.
- في التقويم الجمهوري الفرنسي -وهو تقويم استخدمته الحكومة الفرنسية لنحو اثني عشر عامًا من أواخر عام 1793- كانت تلك الحقبة بداية «العصر الجمهوري»، 22 سبتمبر 1792 (اليوم الذي تم فيه إعلان الجمهورية الفرنسية الأولى، بعد يوم واحد الاتفاقية ألغت النظام الملكي).
- التقويم الهندي الوطني الذي تم تقديمه في عام 1957 يتبع عصر ساكا (78 م).
- يرجع تاريخ تقويم مينغو الذي استخدمه المسؤولون في تايوان وسابقه إلى 1 يناير 1912 وهو العام الأول بعد ثورة شينهاي التي أطاحت بإمبراطورية تشينغ.
- تستخدم كوريا الشمالية نظامًا بدأ في عام 1912 (= جوتشي 1)، عام ميلاد مؤسسها كيم إل سونغ.
- في النظام العلمي قبل الحاضر لسنوات الترقيم لأغراض التأريخ بالكربون المشع، التاريخ المرجعي هو 1 يناير 1950 (على الرغم من أن استخدام 1 يناير غير ذي صلة تمامًا، حيث أن التأريخ بالكربون المشع له دقة محدودة).[7][8]
- اختارت الفروع المختلفة للماسونية سنوات مختلفة لتأريخ وثائقها وفقًا للعصر الماسوني، مثل سنة النور.